# Britský Honduras
Britský Honduras je původní koloniální název dnes nezávislého státu Belize. Jednalo se o britskou kolonii ustanovenou oficiálně v roce 1862 na pobřeží Střední Ameriky jihovýchodně od Mexika. V roce 1964 získalo teritorium vnitřní samosprávu, o 9 let později v roce 1973 přijalo nový název „Belize“ a následně v roce 1981 vyhlásilo plnou nezávislost. V současnosti je Belize členským státem Commonwealth a britský panovník je zároveň hlavou Belize.
Počátky osidlování příbřežní oblasti Honduraského zálivu Evropany započaly v 16. století po objevení Ameriky Kryštofem Kolumbem. Jako první kolonizátoři obsadili celý středoamerický region Španělé, jejich přítomnost na území budoucího Britského Hondurasu byla spíše sporadická.
Britové se na středoamerickém pobřeží začali usazovat kolem roku 1638. Jednalo se především o piráty a také dřevorubce, kteří zde těžili kampeškové dřevo – barevné dřevo, jehož modré barvivo se používalo pro barvení vlněného textilu. Po útlumu těžby této dřeviny se začalo s těžbou mahagonu. Během 17. a 18. století museli britští kolonisté odolávat několika španělským útokům.
Pařížská mírová smlouva z roku 1783, kterou byla ukončena Americká válka za nezávislost, mimo jiné zaručila Britskému impériu právo na těžbu dřeva mezi řekami Belize a Hondo.  Roku 1862 se Britský Hoduras stal britskou kolonií, kterou vedl viceguvernér. Ten byl podřízený jamajskému guvernéru.

## Geografie
V severní části území se rozkládá rozsáhlá nížina s bažinami porostlá deštným lesem. Jižní část země je více hornatá, rozkládá se zde pohoří Maya Mountains. Do výsostných vod zasahuje Mezoamerický korálový útes.

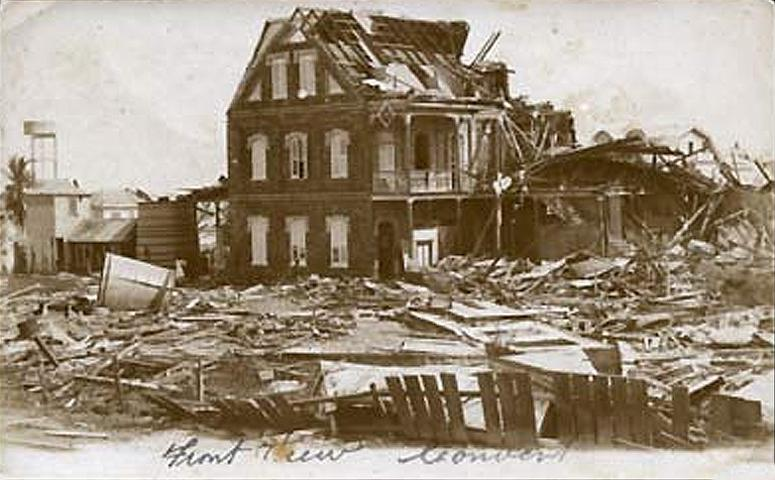
město Belize City po hurikánu v roce 1931
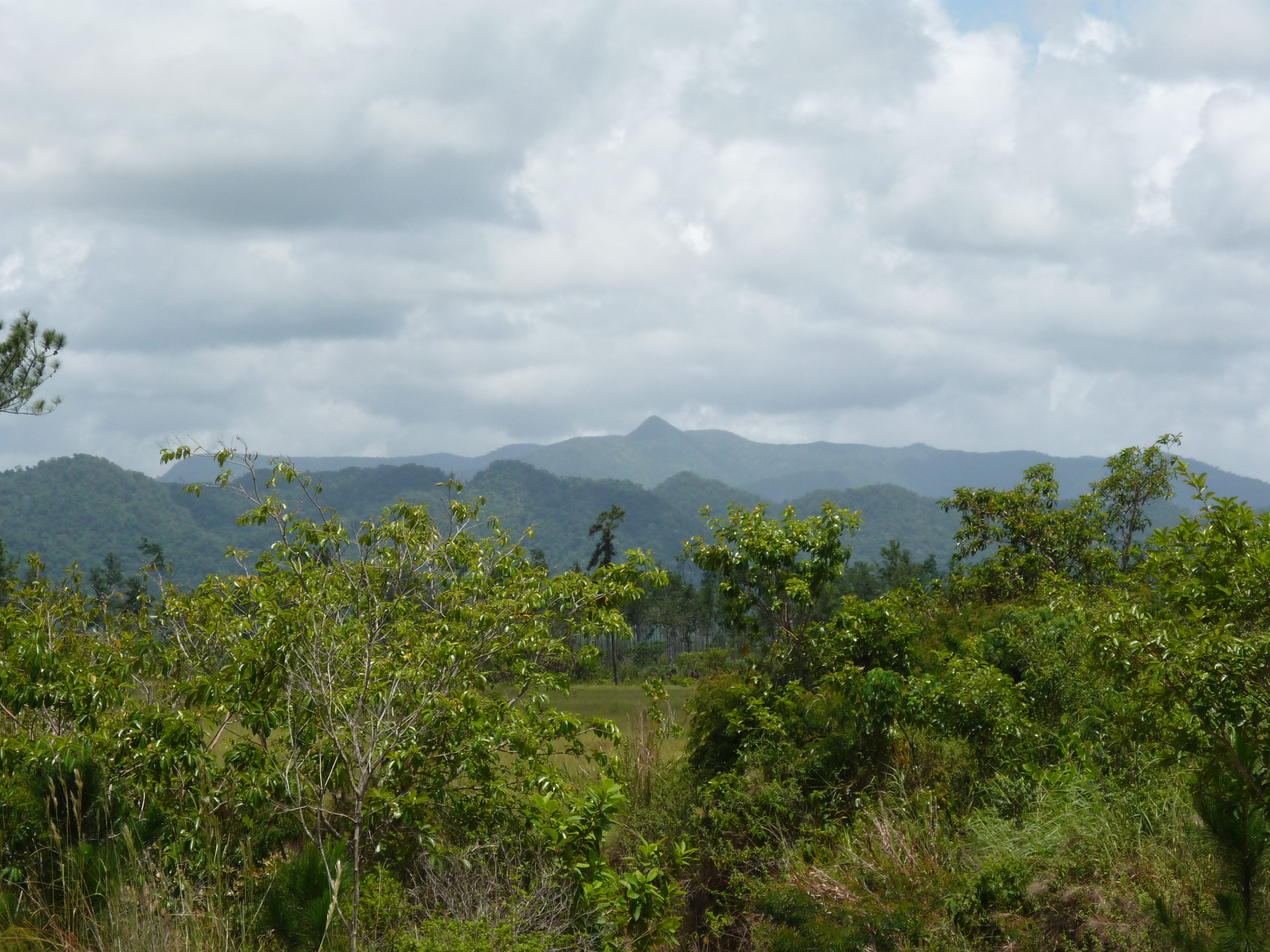
Maya Mountains
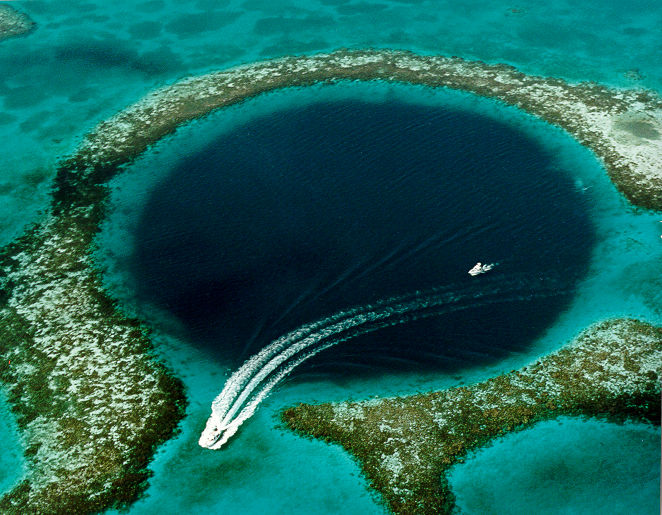
Great Blue Hole
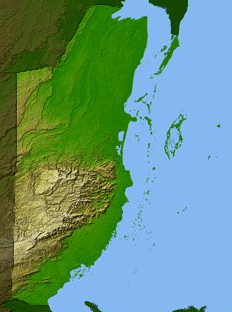
topografická mapa Britského Hondurasu